# 日本臨床心理士資格認定協会
公益財団法人日本臨床心理士資格認定協会（にほんりんしょうしんりししかくにんていきょうかい、英語: Foundation of the Japanese Certification Board for Clinical Psychologists）は、臨床心理士認定試験の実施及びその管理に関する諸事業を実施している公益法人。元文部科学省所管。
東京都文京区本郷二丁目40番14号 山崎ビル7階に事務局を置き、1988年（昭和63年）に設立された。国が高度専門職業人養成のため創設した専門職大学院のうち、臨床心理分野の専門職大学院認証評価機関として、学校教育法第109条第3項ならびに学校教育法施行令第40条に基づき、文部科学大臣より認証を受けている機関である。

## 概要
日本臨床心理士資格認定協会は1988年、日本における臨床心理士の資格認定を行い、教育機関や医療機関を始めとした諸機関において心理相談業務に従事する者の資質向上を図り、もってその健全な発展に寄与することを目的として設立された。
現在では当初の臨床心理士資格審査の実施に加え、満5年ごとの資格更新手続実施、臨床心理士養成大学院の指定と審査、文部科学省が開設した臨床心理士養成専門職大学院の認証評価、各種研修会の開催、各種支援活動の実施、臨床心理学関連研究を対象とした助成の提供など、臨床心理士の資格と専門業務に関わる様々な事業を行っている。
なお、日本において臨床心理士と称し活動するには、その養成に当たって日本臨床心理士資格認定協会が指定する臨床心理士指定大学院の臨床心理学系を専攻する修士課程又は専門職学位課程を修了すること、すなわち「修士（心理学）」や「修士（学術）」、臨床心理修士（専門職）などの臨床心理学系修士号又は専門職学位を取得することが基本要件であり、その後の臨床心理士資格審査において一次・二次両試験に同一年度合格し、同協会への所定の登録手続きを経ることで認定に係らない限り、これを行うことはできない。

## 沿革
- 1988年（昭和63年） 日本臨床心理士資格認定協会設立。第1号臨床心理士認定
- 1989年（平成元年） 臨床心理士資格5年更新制度導入
- 1990年（平成2年） 文部省認可により旧文部省（現文部科学省）所管財団法人化（公益法人格）
- 1995年（平成7年） 公立学校を対象としたスクールカウンセラー事業開始
- 1996年（平成8年） 臨床心理士資格審査規程改正に伴い臨床心理士養成大学院指定制度導入。大学院指定審査委員会設置
- 2001年（平成13年） 日本臨床心理士養成大学院協議会設立。スクールカウンセラー事業制度化
- 2003年（平成15年） 学校教育法改正により専門職大学院制度開始
- 2005年（平成17年） 第1号臨床心理士養成専門職大学院開設。医療心理師（仮称）とともに国会への国家資格化法案上程準備
- 2007年（平成19年） 経過措置終了により臨床心理士資格審査の受験資格が「第1種指定大学院修了者」「第2種指定大学院修了者」「専門職大学院修了者」「医師免許取得者」に高度集約化
- 2009年（平成21年） 文部科学大臣より臨床心理専門職大学院認証評価機関として認証
- 2010年（平成22年） 私立学校を対象とした私学スクールカウンセラー支援事業開始
- 2011年（平成23年） 東日本大震災心理支援センターへの資金協力

## 事業内容
- 臨床心理士資格審査
- 臨床心理士資格更新
- 臨床心理士養成大学院指定
- 臨床心理士養成専門職大学院認証評価
- 研修会事業
  - 臨床心理士継続研修会
  - 学校臨床心理士全国研修会
  - 子育て支援講座
  - 子育て支援フォーラム
- 私学スクールカウンセラー（私立学校臨床心理士）支援事業
- 研究助成事業
  - 重点研究助成（1件当限度額：5,000,000円、研究期間2～3年）
  - 一般研究助成（1件当限度額：1,000,000円、研究期間1年）
- 調査研究事業
  - 臨床心理士の資質向上に関する調査研究（文部科学省委嘱事業）
- 啓発事業
  - 心の健康会議（後援：文部科学省、NHKほか）
  - 国際シンポジウム

## 刊行物
- 『臨床心理士報』（年2回）